# James Penrice
James Penrice (* 22. Dezember 1998 in Livingston) ist ein schottischer Fußballspieler, der bei AEK Athen unter Vertrag steht.

## Karriere
James Penrice wurde in der schottischen Planstadt Livingston geboren. Seine Karriere begann er im etwa 50 km westlich gelegenen Glasgow bei Partick Thistle. Nachdem er die Thistle Weir Youth Academy durchlaufen hatte, debütierte Penrice im Alter von 17 Jahren für die erste Mannschaft in der Scottish Premiership am 10. Mai 2016 gegen Dundee United. Sein Trainer Alan Archibald hatte in dabei in die Anfangsformation aufgestellt in der ihm beim 3:3-Unentschieden eine Torvorlage gelang. Im selben Monat wurde er am letzten Spieltag der Saison 2015/16 bei einem 2:2 gegen Hamilton Academical ebenfalls in die erste Elf berufen. Bei seinem Heimdebüt im Firhill Stadium erhielt er die Auszeichnung als Spieler des Spiels. Nachdem er in der folgenden Spielzeit zunächst nicht für die erste Mannschaft zum Einsatz gekommen war, und lediglich zwei Spiele für die U20-Mannschaft im Challenge Cup absolviert hatte, wechselte Penrice im Dezember 2016 bis zum Ende der Saison auf Leihbasis zum schottischen Drittligisten FC East Fife. Für diesen kam er auf 18 Ligaspiele. Nachdem die Leihe beendet war, wurde Penrice ab August 2017 bis Januar 2018 an den Zweitligisten FC Livingston in seine Geburtsstadt ausgeliehen. Für Livingston spielte er in der Championship dreizehnmal und konnte ein Tor erzielen. Nach seiner Rückkehr unterschrieb er bei Thistle einen Vertrag bis 2020. Im weiteren Verlauf der Saison 2017/18 kam er für Thistle im Februar 2018 noch gegen die beiden Old-Firm-Rivalen Celtic und Rangers zum Einsatz. Am Ende der Saison stieg Partick ausgerechnet gegen Livingston in der Relegation in die zweite Liga ab. Penrice erzielte sein erstes Tor für den nunmehrigen Zweitligisten aus Glasgow bei einem 2:1-Sieg gegen den FC Falkirk im August 2018. Penrice spielte jede Minute der Saison 2018/19 für Thistle und war damit der erste Spieler, der dieses Kunststück seit 2006 vollbrachte. Im Januar 2020 unterzeichnete er mit Thistle eine erneute Vertragsverlängerung um ein Jahr bis Sommer 2021. Nachdem die Saison 2019/20 aufgrund der COVID-19-Pandemie vorzeitig beendet worden war, stieg Partick Thistle zum zweiten Mal in drei Spielzeiten ab, als es in die dritte Liga ging. Penrice entschied sich dafür, nach dem Abstieg bei Thistle zu bleiben, was ihn und seinen Teamkollegen Stuart Bannigan zu den einzigen beiden Spielern machte, die aus ihrer Zeit in der Premiership im Verein übrig geblieben waren. Mit Partick gewann er 2021 den Titel der dritten Liga und dem damit verbundenen Wiederaufstieg.
Im Juni 2021 wechselte Penrice mit einem Vertrag bis 2024 zum Erstligisten FC Livingston.
Im Juni 2024 folgte ein Wechsel zu Heart of Midlothian. In seiner Debütsaison für die „Hearts“ gewann er die Auszeichnung als Spieler des Jahres des Vereins. Außerdem wurde er in die schottische Mannschaft des Jahres 2024/25 der PFA gewählt.
Am 5. Juli 2025 unterschrieb Penrice für eine Ablösesumme von 2 Millionen Pfund beim griechischen Erstligisten AEK Athen.